# Hibernation
Pour les articles homonymes, voir Hibernation (homonymie).
Ne doit pas être confondu avec Hivernation ou Hivernage.
 (août 2013).
Si vous disposez d'ouvrages ou d'articles de référence ou si vous connaissez des sites web de qualité traitant du thème abordé ici, merci de compléter l'article en donnant les références utiles à sa vérifiabilité et en les liant à la section « Notes et références ».

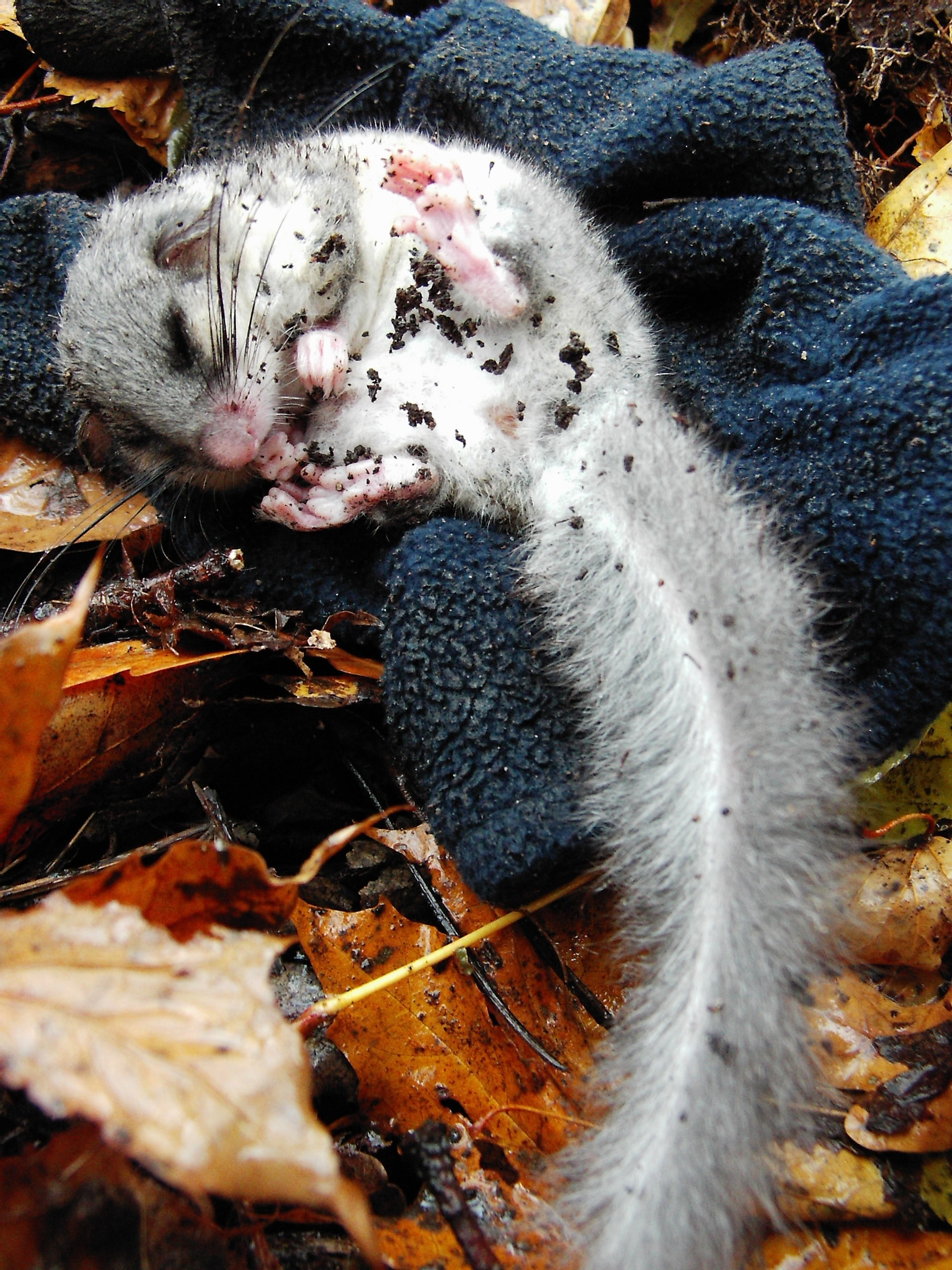
Loir commun (Glis glis) dérangé en état d'hibernation.

L’hibernation est un état d’hypothermie régulée, durant plusieurs jours ou semaines qui permet aux animaux de conserver leur énergie pendant l’hiver. Durant l’hibernation, les animaux ralentissent leur métabolisme jusqu’à des niveaux très bas, abaissant graduellement la température de leur corps et leur taux respiratoire, et puisent dans les réserves de graisse du corps qui ont été stockées pendant les mois actifs.
L’hibernation fait partie des stratégies d'adaptation au froid, avec la migration, la résistance au froid (fourrure du castor d'Europe, réserves de graisse du renard polaire, cryoconservation naturelle), le cycle de vie de l'insecte qui permet de passer, selon les espèces, à l'état d'œuf, de larve protégée parfois par un cocon ou un fourreau, ou de nymphe.
Un animal que certains considèrent à tort comme un hibernant est l’ours. En effet, bien que ses fréquences cardiaques ralentissent, la température corporelle de l’ours reste relativement stable et il peut être facilement réveillé. Il en est de même pour les blaireaux, les ratons laveurs et les opossums. Les ours sont des semi-hibernants, on parle alors d'hivernation.
Les animaux considérés comme hibernants sont : les marmottes, les loirs, les lérots, les spermophiles, les hérissons, le tenrec, le setifer, l’engoulevent de Nuttall, les moufettes, ainsi que certains hamsters, souris, chauve-souris.
Concernant les animaux à sang froid comme les grenouilles, les lézards, les tortues ou certains poissons, on parle plus précisément de brumation.

## Définition
On distingue trois grands types de ralentissement ou de cessation durant l'hiver des activités chez les homéothermes, dont seul le dernier peut être qualifié d'hibernation proprement dite :
- la torpeur est un état physiologique qui s’arrête dès que l’air se réchauffe, c’est-à-dire que lorsque la température extérieure augmente, l’animal réajuste sa température interne en la diminuant légèrement afin de ne pas gaspiller d’énergie pour se réchauffer. Les oiseaux et certaines chauves-souris connaissent cet état. Certains oiseaux ou certains chiroptères peuvent ainsi entrer dans un état de torpeur quotidienne[réf. nécessaire] ;
- la somnolence hivernale (ou hivernation) des carnivores comme l’ours et le blaireau, entrecoupée de nombreux réveils et accompagnée d’une hypothermie modérée, n’entraîne pas une interruption de toutes les activités physiologiques. Ainsi, l’ourse donne naissance aux petits pendant l’hiver. Les organes vitaux restent à une température normale pour réagir en cas de danger[réf. nécessaire] ;
- l’hibernation est une léthargie et une diminution profonde de la température de l’animal. Cette température est toujours positive mais elle peut approcher de 0 °C (3,5 °C chez le spermophile[1], −2,9 °C au niveau de la température abdominale du spermophile arctique[2]). Les animaux hibernant réellement sont par exemple les loirs, les marmottes et certaines chauves-souris[3].

La grande majorité des mammifères est obligée de maintenir une température constante dans un environnement froid en régulant sa température par des processus physiologiques nommés thermogenèse.[réf. nécessaire]
Un état similaire en été est l'estivation (sommeil de l'été), adoptée par exemple par le crocodile du Nil qui s'enterre dans la boue pendant la période chaude.
Le plus ancien animal connu ayant peut-être été capable d'hiberner est Lystrosaurus, un thérapside endotherme ayant vécu entre le Permien supérieur et le Trias moyen,.

## Les catégories d’hibernants
- Les hibernants opportunistes hibernent n’importe quand dès que la température extérieure est inférieure à 6 °C pendant 48 heures. Leur aptitude à hiberner est meilleure en hiver, c’est-à-dire à partir du mois de septembre.

- Les hibernants saisonniers, par exemple le spermophile (écureuil américain), ne sont capables d’hiberner qu’entre mi-novembre et mi-février. En dehors de cette période, même si les conditions sont défavorables, l’animal n'hiberne pas.

## L’entrée en hibernation
Plusieurs mois avant la période d’hibernation, les hibernants stockent et consomment énormément de nourriture. Par exemple, le spermophile passe de 150 grammes de masse corporelle à 350 grammes. Les réserves sont essentiellement des réserves lipidiques stockées sous la peau.
Les hibernants aménagent ensuite leur terrier que l’on nomme un hibernaculum, choisi pour éviter des variations thermiques importantes. Les animaux se mettent dans une position qui garde le maximum de chaleur, généralement en boule.
La température corporelle de l’animal chute alors de façon spectaculaire jusqu’à ce que la température interne s’approche de 1 °C ou 2 °C. La thermorégulation ne s’arrête pas et la thermogenèse se remet en route pour maintenir la température intérieure de l’animal à une température acceptable. L’hibernation n’est pas un état passif.

## Physiologie au cours de l’hibernation
La diminution de la température interne entraîne un ajustement des différentes fonctions. Le métabolisme diminue de 98 %.
Il y a une diminution :
- de la consommation d’oxygène ;
- du rythme respiratoire ;
- du rythme cardiaque (de 350 à 3 battements par minute pour le spermophile, de 500 à 5 pour le lérot) ;
- du flux sanguin (il y a une irrigation particulière au niveau du cerveau, du cœur et du tissu adipeux) ;
- du taux d’hormones de croissance.

Le système nerveux est réactionnel. Cependant, seules les aires cérébrales jouant un rôle dans les fonctions végétatives autonomes (comme la respiration) restent véritablement actives. Les autres régions ne montrent pas d'activité corticale spontanée. Mais l’animal réagit aux bruits, au toucher, etc.
En dessous d'une température corporelle de 25°, l'électroencéphalogramme est plat.
La diminution de la vitesse de circulation du sang nécessite un abaissement de sa coagulabilité pour éviter le risque de formation de caillot. Ceci se fait par une baisse du taux de plaquettes et des facteurs de la coagulation.
Les périodes de sommeil sont caractérisées du point de vue respiratoire, par des bouffées de cycles respiratoires entrecoupées d'apnées prolongées (jusqu'à une heure chez le hérisson ou le lérot). Les faibles échanges gazeux au niveau des poumons contribuent à l'accumulation dans l'organisme de dioxyde de carbone dissout, ce qui acidifie le sang (on parle d'acidose respiratoire).
Au cours de l’hibernation, il y a des réveils périodiques à des moments variables, mais très rares, et de plus en plus fréquents quand on arrive à la fin de l’hibernation. Le réveil dure quelques heures et correspond à une remontée de température rapide. C'est le cas pour tous les hibernants, avec une périodicité variable. Par exemple, le hamster doré se réveille tous les 3 à 5 jours alors que le spermophile se réveille tous les 15 jours. Pendant ces réveils, l’animal tourne dans l’hibernaculum, mange, urine et se rendort. Des expériences d’ablation des neurones de l’hypothalamus ont montré une suppression de ces réveils et une mort de l’animal. Ces réveils sont donc fondamentaux, ils permettent notamment d’éliminer les déchets du métabolisme dont l’accumulation est très toxique. Ces réveils font intervenir la thermogenèse dite sans frisson, c’est-à-dire en utilisant le tissu adipeux brun. 90 % de la perte de poids pendant l’hibernation est due à ces phases de réveil.
Il est remarquable que la zone CA3 du cerveau d'un animal en hibernation subisse les mêmes régressions synaptiques que le cerveau d'une personne atteinte de la maladie d'Alzheimer. Mais chez l'hibernant, ces régressions sont réversibles et seraient le produit d'hyperphosphorylations de protéines tau produites par les cellules du cerveau (irréversible chez les malades d'Alzheimer ou de paralysie supranucléaire progressive), et de déphosphorylations lorsque les connexions se reforment.

## Contrôle de l’hibernation

### Horloge interne
Pour les hibernants saisonniers, même si la température extérieure reste élevée, l’animal entre en hibernation. En captivité et en absence de stimulus extérieur, il y a toujours un phénomène d’hibernation mais le cycle commence de plus en plus tôt dans l’année. C’est un rythme d’hibernation endogène mais dans les conditions naturelles, l’entrée en hibernation est resynchronisée par les conditions extérieures pour débuter et finir aux moments stratégiques.

### Facteurs externes ou exogènes
Les facteurs comme la photopériode et la température synchronisent ces rythmes. Pour une même espèce, l’entrée en hibernation est plus précoce quand la population est plus nordique ou plus haute en altitude.
Le type d'acide gras consommé influence le métabolisme et la durée de l'hibernation. Les graisses polyinsaturées stimulant/allongeant l'hibernation,; alors que les graisses saturées réduisent l'hibernation.
Les graisses de type n-3 PUFA (graisse polyinsaturées riche en oméga 3) réduisent l'hibernation alors que les n-6 PUFA (graisse polyinsaturée riche en oméga 6) promeuvent l'hibernation.

### Facteurs internes ou endogènes
Les facteurs internes tels que la baisse des réserves internes ou un facteur sanguin ont été mis en évidence. En injectant le sang d’un spermophile hibernant dans un spermophile non hibernant, on constate qu'il devient hibernant. Les facteurs internes d’hibernation circulent donc dans le sang (ces facteurs sont encore mal connus).
Selon des études récentes, l'aire préoptique de l'hypothalamus permet la baisse du point de consigne de l'organisme jusqu'à 2 °C chez certaines espèces.
Le système reproducteur serait également impliqué dans l'inhibition de l'hibernation. Expérimentalement, l'injection de testostérone provoque la fin de l'hibernation.
Au niveau du foie sont produites des protéines formant le complexe des protéines d'hibernation (HPC, pour l'anglais hibernation protein complex) : HP20, HP22, HP27 et HP55. Une diminution du taux sanguin de ces HPC précède l'hibernation. Le cycle est inversé au niveau du liquide cérébrospinal (LCS) : en effet, le maximum du taux de HPC y est atteint pendant l'hibernation. Notons également que la protéine HP50 n'est jamais présente dans le liquide cérébrospinal, mais celui-ci contient la HP20. Cette protéine passerait du sang vers le LCS au niveau du plexus choroïdes, la région du cerveau où ce liquide est produit.

## L'hibernation au niveau cellulaire
Les processus cellulaires sont stoppés ou tout au moins fortement ralentis de plusieurs manières :

### Phosphorylation de certains composants
Des groupes phosphoryles se fixent sur les pompes à sodium et sur les pompes à potassium, empêchant ainsi les échanges de ces ions entre les compartiments intracellulaires et extracellulaires. De plus, des groupements phosphoryles s'attachent aux ribosomes, ce qui bloque la biosynthèse des protéines.

### Source d'énergie cellulaire pendant l'hibernation
Alors que l'énergie cellulaire est en temps normal principalement tirée de l'oxydation de molécules de glucose, ce sont les lipides qui deviennent la source d'énergie prioritaire pendant l'hibernation.

### Ralentissement de la transcription de l'ADN
Une acétylase favorise la transition des histones de leur état acétylé vers l'état désacétylé. Ceci provoque une condensation accrue de l'ADN, qui s'enroule alors plus étroitement autour des histones, et rend les gènes beaucoup moins accessibles.
En outre, les ARN polymérases ne sont plus actives, ce qui réduit encore les possibilités de transcription.

### Origine cellulaire de la diminution de température corporelle
Dans les tissus adipeux bruns, la membrane interne des mitochondries possède des protéines découplantes qui laissent passer facilement les protons, permettant ainsi de diminuer le gradient de concentration entre les deux compartiments situés de part et d'autre de cette membrane. Une moins grande quantité d'ATP est ainsi produite par l'ATPase. Le flux de protons alimente donc principalement l'élévation de la température par les protéines découplantes. Lors de l'hibernation, l'activité de ces protéines découplantes est diminuée.

## Sortie de l’hibernation
La sortie de l’hibernation se caractérise par un réchauffement rapide des différentes parties du corps, une augmentation de la fréquence cardiaque, etc. Ces mécanismes sont plus rapides que ceux de l’entrée en hibernation.
Tout est rétabli en quelques heures.

Sortie d'hibernation d'un Spermophile rayé (Spermophilus tridecemlineatus).
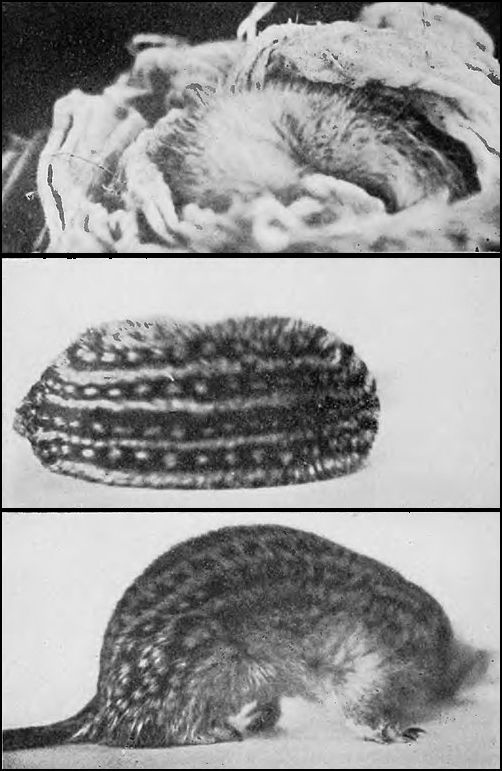
Stades 1 à 3.
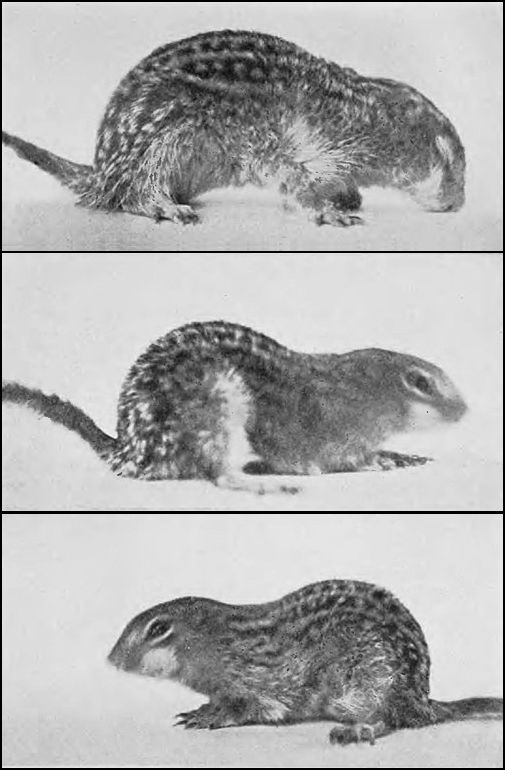
Stades 4 à 6.

## Les adaptations membranaires lors de l’hibernation
La membrane des cellules animales est formée d’une bicouche lipidique fluide à température normale. Le froid quand la température approche de 0 °C entraîne une disparition de la fluidité de la membrane sauf chez les hibernants car les lipides de leurs membranes ont des acides gras insaturés en concentration supérieure à celle des non-hibernants. De plus ces derniers possèdent des protéines « chaperones » protégeant les lipides d’une modification de leur phase (les acides gras gardent leur fluidité dans la membrane).

## Caractéristiques énergétiques des hibernants
Les hibernants sont généralement des animaux de taille moyenne.
S’ils sont trop petits, ils possèdent un métabolisme très élevé qui empêche des longues périodes d’hibernation, car même avec un rythme cardiaque plus faible, les réserves seraient insuffisantes.
S’ils sont de grande taille, le métabolisme est relativement bas, donc la remontée de température demanderait plusieurs jours, ce qui est difficilement envisageable après une période d’hibernation. Les scientifiques pensent que pour que l'hibernation soit un gain pour la survie de l'animal, il ne doit pas dépasser 7 kg. Au-delà, l'énergie nécessaire lors des périodes de réveil serait trop conséquente.
Pour les hibernants, l’hibernation est toujours rentable du point de vue énergétique et correspond à une économie d’énergie. Par exemple, pour une souris américaine Perognathus, si elle entre en hibernation pour 100 heures, elle consomme 7,7 ml d’oxygène par gramme de son poids, alors que pour une même période en empêchant l’entrée en hibernation, elle consomme 40 ml d’oxygène par gramme pendant 100 heures pour se maintenir à 37 °C.

## Intérêt en médecine
Le refroidissement permet une survie plus longue en cas de noyade par exemple, ce qui autorise une réanimation même après un arrêt cardiaque prolongé. La préservation des tissus par le refroidissement est aussi mise à profit pour les transplantations, que ce soit pour le transport des organes, ou pour le receveur dans le cas de transplantation cardiaque, qui nécessite une interruption provisoire de la circulation sanguine.

## Hibernation chez l'homme
- Des paysans russes auraient pratiqué une sorte d'hibernation appelée « lotska » ou « liojka » (« couchée ») à cause de la famine, réduisant au strict minimum leur activité physique pendant 4 à 6 mois de l'année[14],[15],[16].

- L'homme aurait gardé certains processus d'hibernation[17],[18]. En 2006, un promeneur japonais blessé dans la montagne aurait survécu grâce à ce processus[19].